# 발화행위
발화행위는 언어행위의 구성요소이다. 언어학과 심리철학에서의 언어행위는 발화행위(locutionary act)와 발화수반행위(illocutionary act), 발화효과행위(perlocutionary)의 3가지 하위 행위로 구성된다고 하였다.(utterance)..
평서문,의문문,명령문은 각각 진술,질문,명령의 발화수반행위와 밀접하게 연관되어 있다. 이러한 문장 유형의 발화로 관련된 발화수반행위를 하는 경우와 그렇지 않은 경우를 구분하기도 한다. (직접화행, 간접화행) 직접화행 대신 간접화행을 쓰는 동기는 공손성(politeness)원리에서 찾기도 한다. 상대방의 체면(face)을 위해 간접화행을 쓰게 된다는 것이다.
발화행위란 어떤 문장의 뜻과 지시를 결정하는 행위(선택된 단어,문장구조로 말미암아 일정한 뜻이 있는 것)이다. 발화수반행위란 발화행위에 뒤따라 발생하는 약속,명령,질문,진술,강요 등의 행위를 가리키며, 언어행위의 핵심이다. 발화효과행위란 발화의 결과로 듣는 이를 설득하고, 놀라게 하고, 기쁘게 하고 하는 등의 효과를 나타낸다. 평서문,의문문,명령문은 각각 진술,질문,명령의 발화수반행위와 밀접하게 연관되어 있다. 이러한 문장 유형의 발화로 관련된 발화수반행위를 하는 경우와 그렇지 않은 경우를 구분하기도 한다. (직접화행, 간접화행) 직접화행 대신 간접화행을 쓰는 동기는 공손성(politeness)원리에서 찾기도 한다. 상대방의 체면(face)을 위해 간접화행을 쓰게 된다는 것이다.